# Destilaria The Glenlivet
A Destilaria The Glenlivet é uma destilaria próxima a Ballindalloch [en] em Moray, Escócia, que produz uísque escocês puro malte. É a mais antiga destilaria legalizada nas Terras Altas da Escócia. Foi fundada em 1824 e tem funcionado quase continuamente desde então.
A destilaria permaneceu aberta durante a Grande Depressão e seu único fechamento ocorreu durante a Segunda Guerra Mundial. A Destilaria The Glenlivet cresceu no período pós-guerra e se tornou uma das maiores destilarias de puro malte. A marca The Glenlivet é o uísque puro malte mais vendido nos Estados Unidos e a segunda marca de puro malte mais vendida globalmente, depois da destilaria Glenfiddich [en].
Atualmente, a destilaria pertence à subsidiária Chivas Brothers [en] da empresa francesa de bebidas alcoólicas Pernod Ricard, que também supervisiona a produção da destilaria de 5.900.000 litros de prova de álcool por ano. A maior parte dessa produção - suficiente para 6 milhões de garrafas - é vendida como The Glenlivet puro malte, e o restante é usado nas marcas de uísque blended da Pernod Ricard.

## Produção
A destilaria retira água do poço Josie's Well e de outras fontes a uma curta distância da destilaria. O malte vem da Crisp Maltings, em Portgordon [en]. Os alambiques da Glenlivet têm formato de lanterna com gargalos longos e estreitos, o que ajuda a produzir um destilado de sabor leve.
A destilaria tem 7 alambiques de lavagem, cada um com capacidade de 15.000 litros, e 7 alambiques de destilação com capacidade de 10.000 litros. O destilado é então amadurecido em barris de carvalho.
A Glenlivet é classificada como uma destilaria Speyside. Em 2016, a linha The Glenlivet era composta por 14 uísques.
A principal linha de produtos da destilaria é a linha The Glenlivet de uísque escocês puro malte, mas o uísque da destilaria também é usado na produção de outras marcas da Pernod Ricard, incluindo as marcas de uísque Chivas Regal e Royal Salute [en].
O engarrafamento da The Glenlivet era feito em uma fábrica da Chivas Brothers em Newbridge [en], nos arredores de Edimburgo, mas essa fábrica foi vendida no final de 2009, com o engarrafamento sendo transferido para outras fábricas da Chivas Brothers.
Em 2008, a The Glenlivet anunciou planos de expansão para a destilaria a fim de acompanhar o aumento da demanda. Isso inclui a instalação de um novo tanque de brassagem, novos alambiques e novos lavadores. A expansão custou o equivalente a US$ 15 milhões e aumentou significativamente a capacidade. A empresa iniciou a construção de outra expansão em setembro de 2015.

## História
As destilarias ilícitas eram comuns em toda a área de Speyside desde o século XVIII, mas foram em grande parte eliminadas com a aprovação da Lei do Imposto de Renda em 1823. Foi sob essa legislação que as destilarias legais puderam ser formadas, sujeitas à obtenção de uma licença. Alexander Gordon, 4º Duque de Gordon [en], teria sido fundamental para a aprovação dessa legislação. Embora não haja nenhum registro histórico de seu envolvimento na questão, seu inquilino, George Smith, que operava uma destilaria ilícita em sua fazenda Upper Drummin na época, tornou-se a primeira pessoa na Escócia a solicitar e receber uma licença para produzir destilados legalmente.
A decisão de George Smith se mostraria impopular; todos os outros destiladores estavam operando ilegalmente na época e esperando que a nova Lei do Imposto de Renda fosse revogada, o que não aconteceria se alguns destiladores aceitassem a nova lei. Foram feitas ameaças contra Smith, de modo que George Gordon forneceu a Smith duas pistolas para serem usadas para garantir sua própria segurança e a da destilaria. Em 1824, a Destilaria The Glenlivet foi estabelecida em Upper Drumin por George e seu filho mais novo, John Gordon Smith.
George Smith estabeleceu uma segunda destilaria em 1849, denominada Destilaria Cairngorm-Delnabo, mas, em 1855 ou 1856, ambas as destilarias estavam operando com capacidade total e não conseguiam atender à crescente demanda. A operação de dois locais separados também estava se mostrando difícil e cara, de modo que, na mesma época, foram feitos planos para construir uma destilaria nova e maior, mais abaixo na colina, em Minmore. A construção dessa nova destilaria estava em andamento quando a antiga destilaria de Upper Drumin foi destruída por um incêndio em 1858. A construção da nova destilaria de Minmore foi acelerada e os equipamentos recuperados da destilaria de Upper Drumin foram transferidos para a nova destilaria de Minmore. A destilaria Cairngorm-Delnabo foi fechada na mesma época e as melhores partes do equipamento também foram transferidas para a fábrica de Minmore. A produção começou na nova fábrica em 1859 e foi por volta da mesma época que a entidade legal George & J.G. Smith, Ltd. foi formada.
George Smith morreu em 1871 e seu filho John Gordon Smith herdou a destilaria. A qualidade do produto de sua destilaria fez com que as outras destilarias da região renomeassem seus produtos como "Glenlivet" e, na época da morte de George, vários destiladores estavam fazendo o mesmo. J.G. Smith decidiu entrar com uma ação legal e tentou reivindicar a propriedade do nome "The Glenlivet". Essa ação legal foi apenas parcialmente bem-sucedida - o veredito forçou outros destiladores da região a pararem de chamar seus uísques de "Glenlivet" e deu a J.G. Smith e ao misturador Andrew Usher a oportunidade de fazer uma declaração de propriedade. Smith e ao misturador Andrew Usher a permissão exclusiva para usar a marca, mas permitiu que outras destilarias hifenizassem o nome de sua destilaria com o nome "Glenlivet", o que resultou em novos nomes de destilarias, como Destilaria The Glen Moray-Glenlivet, uma destilaria situada nas proximidades.
A destilaria permaneceu aberta durante toda a Grande Depressão, um evento que afetou muitas outras destilarias; foi somente na Segunda Guerra Mundial que a destilaria foi desativada pela primeira vez, por decreto do governo. Após a Segunda Guerra Mundial, a Grã-Bretanha estava muito endividada e precisava exportar grandes quantidades de produtos para obter receita externa (principalmente dólares americanos). A destilação era um setor ideal, pois o uísque era muito procurado no exterior. As restrições à destilação foram rapidamente suspensas e a produção da destilaria estava nos níveis anteriores à guerra em 1947, apesar das limitações contínuas de cevada, combustível e mão de obra. O racionamento de pão foi mantido até 1948 para garantir o fornecimento de grãos para as destilarias.
A Destilaria The Glenlivet (George & J.G. Smith, Ltd.) se fundiu com a destilaria Glen Grant [en] (J. & J. Grant Glen Grant, Ltd.) em 1953 para formar a The Glenlivet and Glen Grant Distillers, Ltd. A empresa se fundiria posteriormente com a Hill Thomson & Co, Ltd. e Longmorn-Glenlivet Distilleries, Ltd. em 1970, antes de mudar seu nome para Glenlivet Distillers Ltd em 1972. A empresa foi então comprada pela empresa canadense de bebidas e mídia Seagram em 1977. Os interesses de produção de álcool da Seagram foram adquiridos pela Pernod Ricard e pela Diageo em 2000, com a propriedade da Destilaria The Glenlivet passando para a Pernod Ricard. Embora a Destilaria Glen Grant tenha sido vendida para o Grupo Campari em 2005, a Pernod Ricard manteve o controle das marcas de uísque de malte Glenlivet e Aberlour.
A The Glenlivet tem o uísque de malte mais vendido nos Estados Unidos e o quarto mais vendido no Reino Unido, com uma participação de mercado de 7%. A empresa também tem o segundo uísque puro malte mais vendido do mundo, e as vendas globais atuais totalizam 6 milhões de garrafas por ano.
Atualmente, a destilaria é uma das principais paradas da Trilha do Uísque de Malte da Escócia [en], com sete destilarias de malte Speyside em funcionamento na região de Strathspey [en], na Escócia. Durante o passeio pela Glenlivet (após o pagamento de uma taxa), os visitantes podem experimentar três produtos.
Em maio de 2021, sementes de cevada da destilaria viajaram para a Estação Espacial Internacional a bordo de um foguete da Space X para testar as condições extremas do espaço sideral. As sementes serão plantadas e destiladas

## Extensão
Uma nova extensão com um tanque de brassagem adicional, oito lavatórios e seis alambiques foi inaugurada pelo Príncipe de Gales em 5 de junho de 2010. A capacidade da destilaria foi aumentada em 75%.

## Produtos

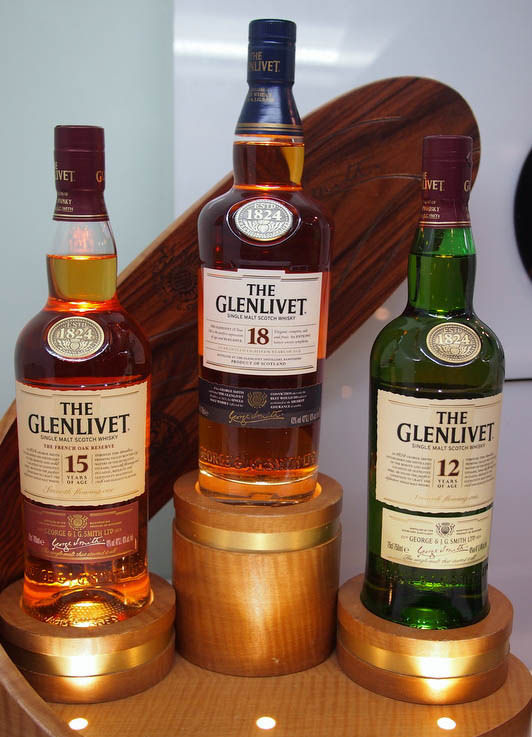
Garrafas da The Glenlivet.

### Linha principal
- The Glenlivet Founder's Reserve (Reserva do Fundador)
- The Glenlivet Captain's Reserve (Reserva do Capitão)
- The Glenlivet 12 Anos
- The Glenlivet 14 Anos
- The Glenlivet Old French Oak Reserve (Reserva do Carvalho Francês Antigo) 15 Anos
- The Glenlivet Nadurra 16 Anos
- The Glenlivet 18 Anos
- The Glenlivet Archive 21 Anos
- The Glenlivet XXV 25 Anos

### Lançamentos limitados - Coleção Cellar[24]
- The Glenlivet Coleção Cellar 1972 Cask Strength
- The Glenlivet Coleção Cellar 1959 Cask Strength
- The Glenlivet Coleção Cellar 1964 Cask Strength
- The Glenlivet Coleção Cellar 1967
- The Glenlivet Coleção Cellar French Oak Finish (Acabamento em Carvalho Francês) 1983
- The Glenlivet Coleção Cellar American Oak Finish (Acabamento em Carvalho Americano) 30 Anos

### Varejo de viagens
Esses engarrafamentos só estão disponíveis no mercado de varejo de viagens, como aeroportos e balsas:
- The Glenlivet Old First Fill 12 Anos
- The Glenlivet 15 Anos

Outros produtos:
- Glenlivet 70yo 1940/2010 (45,9%, Gordon & MacPhail, Generations, C#339, 100 Bts.)
- Glenlivet Alpha
- Glenlivet Cipher

## Prêmios e avaliações
As ofertas da The Glenlivet têm sido frequentemente avaliadas em competições de classificação de bebidas alcoólicas, geralmente recebendo elogios. O "The Glenlivet 18 Anos" talvez seja o mais condecorado dos produtos, ganhando cinco medalhas de ouro duplas no San Francisco World Spirits Competition [en] entre 2005 e 2012 e obtendo boas pontuações também no Beverage Testing Institute e na Wine Enthusiast. O "The Glenlivet Nadurra 18 Anos" ganhou uma medalha de ouro dupla no San Francisco World Spirits Competition de 2010 e uma pontuação de 94 (de 100) no mesmo ano do Beverage Testing Institute. Outros resultados notáveis incluem:
- The Glenlivet Puro Malte 12 Anos: Quatro medalhas de prata e uma de ouro entre 2005 e 2010 no San Francisco World Spirits Competition.
- The Glenlivet Reserva de Carvalho Francês Puro Malte 15 Anos: medalha de ouro no San Francisco World Spirits Competition de 2009.
- The Glenlivet Nadurra Puro Malte 16 Anos: medalha de prata no San Francisco World Spirits Competition de 2009.
- The Glenlivet Puro Malte 21 Anos: dois ouros duplos, um ouro e uma medalha de prata no San Francisco World Spirits Competition entre 2007 e 2010 e pontuações de 94 e 93 do Beverage Testing Institute entre 2009 e 2010.
- The Glenlivet XXV Puro Malte 25 anos: medalha de prata no San Francisco World Spirits Competition de 2009 e uma pontuação de 95 do Beverage Testing Institute em 2010.[27]